# 이라크의 경제
이라크의 경제는 석유 부문이 지배하고 있는데, 석유 부문은 현대 역사에서 외환 수입의 약 99.7%를 제공해 왔다. 이라크의 지금까지 농경 경제는 7월 14일 하심가 왕정을 전복시킨 혁명 이후 빠른 발전을 겪었다. 중국은 1980년까지 중동에서 세 번째로 큰 경제 대국이 되었다. 이것은 부분적으로 관개 프로젝트, 철도 및 고속도로 건설, 시골의 전기화를 포함한 1970년대 이라크 정부의 성공적인 산업화와 인프라 개발 계획 때문에 일어났다.
1980년대에 이란-이라크 전쟁에서의 막대한 지출과 이란에 의한 석유 수출 시설의 피해로 인한 재정 문제는 바트주의 정부가 긴축 정책을 시행하고, 많은 돈을 빌리고, 나중에 외채 상환 일정을 재조정하도록 이끌었다. 이라크는 전쟁으로 적어도 800억 달러의 경제적 손실을 입었다. 1988년에 교전이 끝났다. 석유 수출은 새로운 송유관의 건설과 손상된 시설의 복구로 점차 증가했으나 걸프 전쟁 이후 다시 급격한 감소를 겪었다. 국내총생산(GDP)은 1980년 국내총생산의 4분의 1로 떨어졌고 전후 국제사회의 제재 아래 계속 감소하다가 1997년 석유 식량 교환 프로그램으로부터 원조를 받았다.
연합군 임시 당국은 2003년 미국 주도의 침공 이후 민영화와 국가의 외채 축소를 통해 이라크 경제를 현대화하기 위한 노력을 기울였다. 그러나 이라크의 경제는 폭동, 경제 실정, 그리고 시대에 뒤떨어진 기술로 인한 석유 부족 때문에 계속해서 쇠퇴했다. 2009년 중반 이후 석유 수출 실적은 새벽 작전 이전 수준으로 돌아섰다. 국제 유가와 함께 정부 수입도 반등했다. 2011년에 바그다드는 국제 석유 회사들과의 새로운 계약으로 인해 석유 수출을 현재 수준인 하루에 190만 베블 (30만 평방미터) 이상으로 증가시킬 것이다. 예산 전망치인 하루 240만 배럴(38만 m3)에도 못 미칠 것으로 예상됐다. 이라크가 주요 석유 회사들과 맺은 최근 계약은 석유 수입을 크게 증가시킬 가능성이 있지만, 이라크는 이러한 거래가 그들의 잠재력에 도달할 수 있도록 석유 가공, 파이프라인, 그리고 수출 인프라를 개선할 필요가 있을 것이다.
개선된 안보 환경과 초기 외국인 투자의 물결은 특히 에너지, 건설 및 소매 부문에서 경제 활동을 촉진하는 데 도움이 되고 있다. 광범위한 경제 개선, 장기적인 재정 건전성, 그리고 지속적인 생활 수준 증가는 여전히 정부가 주요 정책 개혁을 통과시키고 이라크의 막대한 석유 비축량을 지속적으로 개발하는 것에 달려 있다. 비록 외국인 투자자들이 2010년에 점점 더 많은 관심을 가지고 이라크를 바라보았지만, 대부분은 여전히 프로젝트용 토지 취득과 기타 규제 장애로 인해 어려움을 겪고 있다.
인플레이션은 안보 상황이 개선되면서 2006년 이후 지속적으로 감소해왔다. 그러나 이라크 정치인들은 거시경제적 이득을 일반 이라크인들의 개선된 생활로 전환해야 한다는 압박을 받고 있다. 실업률이 전국적으로 여전히 문제가 되고 있다.

## 역사
명목 GDP는 1960년대 213%, 1970년대 1325%, 1980년대 2%, 1990년대 -47%, 2000년대 317% 성장했다.
1인당 실질 GDP(1990년 달러로 측정)는 1950년대, 60년대, 70년대에 크게 증가했는데, 이는 석유 수출국 기구(OPEC)의 석유 금수조치로 1970년대에 정점에 달해 1973년 석유 파동을 초래했다. 그러나 이후 20년 동안 이라크의 1인당 GDP는 1980년~1988년 이란과의 전쟁, 1990년~1991년 걸프 전쟁 등 여러 차례의 전쟁으로 인해 크게 감소했다.

### 이란-이라크 전쟁
1980년 9월 이란과의 전쟁이 발발하기 전 이라크의 경제 전망은 밝았다. 석유 생산량은 1979년 하루 56만m(350만배럴) 수준이었고 석유 수입은 1979년 210억 달러, 1980년 270억 달러였다. 전쟁 발발 당시 이라크는 350억 달러로 추정되는 외환 보유고를 축적하고 있었다.
이란-이라크 전쟁과 1980년대 석유 공급과잉은 이라크의 외환 보유고를 고갈시켰고, 이라크의 경제를 황폐화시켰고, 그 나라는 400억 달러 이상의 외채를 떠안게 되었다. 전쟁 초기 파괴 이후, 새로운 송유관의 건설과 손상된 시설의 복구로 석유 수출은 점차 증가하였다.

### 제재
1990년 8월 이라크의 쿠웨이트 점령, 그에 따른 국제 경제 제재, 1991년 1월부터 시작된 국제 연합군의 군사 행동 피해 등은 경제 활동을 급격히 감소시켰다. 그 정권은 대규모 군대와 내부 보안군을 지원하고 바트당의 주요 지지자들에게 자원을 할당함으로써 부족 사태를 악화시켰다. 1996년 12월 유엔의 석유 식량 교환 프로그램의 시행은 경제 상황을 개선하는 데 도움이 되었다. 이 계획의 첫 6개월 동안, 이라크는 식량, 의약품, 그리고 다른 인도주의적 물품과 교환하여 증가하는 양의 석유를 수출할 수 있도록 허용되었다. 1999년 12월 유엔 안전보장이사회는 이라크가 인도주의적 요구를 충족시키기 위해 필요한 만큼의 석유를 수출할 수 있도록 승인했다. 비록 1인당 경제 생산과 생활 수준이 전쟁 이전 수준보다 훨씬 낮았지만, 1인당 식량 수입은 상당히 증가한 반면, 의료 공급과 건강 관리 서비스는 꾸준히 개선되었다.
이라크는 2000년에 석유 준비 통화를 미국 달러에서 유로화로 바꾸었다. 그러나, 이 프로그램에 따른 이라크 수출 수입의 28%는 유엔 보상 기금과 유엔 행정 비용을 충족시키기 위해 공제되었다. 2001년 GDP의 하락은 주로 세계 경기 침체와 유가 하락의 결과였다.

### 사담 후세인의 몰락 이후
2003년 5월 24일 제재 해제와 2000년대 중후반 유가 상승으로 석유 생산량이 2003년 난기류 당시 1.3 mbpd에서 2011년 최고치인 2.6 mbpd로 두 배로 증가했다. 게다가, 2007년 이후 줄어든 인플레이션과 폭력은 2007년 이래로 이라크인들의 생활수준이 실제로 향상되었다.
주요 경제 과제 중 하나는 1,300억 달러로 추산되는 이라크의 막대한 외채였다. 비록 이 부채의 일부는 이라크가 지불하지 못한 정상적인 수출 계약에서 비롯되었지만, 일부는 이라크와의 전쟁 동안 군사적, 재정적 지원의 결과였다.
주빌리 이라크 캠페인은 이러한 부채의 많은 부분이 혐오스럽다고 주장했다. 하지만, 역겨운 부채의 개념이 받아들여지지 않기 때문에, 그러한 조건으로 부채를 처리하려고 노력한다면 이라크는 수년 동안 법적 분쟁에 휘말리게 될 것이다. 이라크는 부채를 보다 실용적으로 처리하기로 결정했고 공식 채권단인 파리 클럽에 접근했다.
2006년 12월 《뉴스위크 인터내셔널》 기사에서, 런던에 있는 글로벌 인사이트의 한 연구는 "내전이든 아니든 이라크는 경제가 있고, 모든 놀라움의 어머니들이 놀랍도록 잘 되고 있다는 것을 보여주고 있다. 부동산이 호황을 누리고 있다 보고서에 따르면 건설업, 소매업, 도매업 부문도 건재하다. 미 상공회의소는 이라크에 등록된 기업 수가 3년 전 8,000개보다 증가한 34,000개라고 보고했다. 중고차, 텔레비전, 휴대폰의 판매가 모두 급격히 증가했다. 추정치는 다양하지만 글로벌 인사이트의 한 조사에 따르면 지난해 GDP 성장률은 17%이며 2006년에는 13%로 예상된다. 세계은행은 올해 4%로 더 낮다. 그러나 안보 악화에 대한 모든 관심을 감안할 때, 놀라운 사실은 이라크가 성장하고 있다는 것이다."

## 산업
전통적으로 이라크의 제조업 활동은 대부분 석유 산업과 밀접한 관련이 있다. 그 범주의 주요 산업은 석유 정제, 화학 및 비료 제조였다. 2003년 이전에는, 민영화에 대한 제한과 1990년대 국제 제재의 영향으로 다양화가 방해를 받았다. 2003년 이후 보안 문제로 인해 새로운 기업을 설립하려는 노력이 중단되었다. 건설업계는 예외이다; 2000년에 시멘트는 탄화수소를 기반으로 하지 않은 유일한 주요 산업제품이었다. 건설업계는 이라크의 여러 전쟁 이후 재건 필요성으로 이익을 보고 있다. 1990년대에 산업은 광범위한 기반 시설과 주택 프로젝트와 정교한 궁궐 단지에 대한 정부 자금 지원으로 이득을 보았다.

## 부문

### 농업
농업은 국민 총생산에 3.3퍼센트만 기여하고 노동력의 5분의 1을 고용하고 있다.
역사적으로 이라크 경작지의 5060%가 경작되고 있다. 민족 정치 때문에 쿠르드족 영토의 귀중한 농지는 국가 경제에 기여하지 못했고, 사담 후세인 치하의 일관성 없는 농업 정책은 국내 시장 생산을 저해했다. 풍부한 토지와 수자원에도 불구하고, 이라크는 순수 식량 수입국이다. 석유 식량 교환 프로그램 하에서 이라크는 곡물, 고기, 가금류, 유제품을 대량으로 수입했다. 정부는 1981년 농업 집단화 프로그램을 폐지하여 농업에서 민간 기업의 역할이 더 커질 수 있도록 하였다.

### 임업, 어업 및 광업
20세기 내내, 인간의 탐험, 변화하는 농업, 산불, 그리고 통제되지 않는 방목들은 2005년에 거의 독점적으로 북동쪽 고지대에만 국한되었던 이라크의 자연 숲의 많은 지역을 파괴했다. 그 지역에서 발견되는 나무들은 대부분 벌목하기에 적합하지 않다. 2002년에 총 112,000 입방미터의 목재가 수확되었는데, 그 중 거의 절반이 연료로 사용되었다.
많은 강에도 불구하고, 이라크의 어업 산업은 비교적 작은 규모로 남아있고 주로 페르시아만의 해양 생물에 기반을 두고 있다. 2001년 어획량은 22,800톤이었다.
탄화수소 외에도 이라크의 광산 산업은 상대적으로 적은 양의 인산염(아카샤트), 소금 및 황(모술 인근) 추출에 국한되어 왔다. 1970년대 생산적인 시기 이후, 광업은 이란-이라크 전쟁(1980년~1988년)과 1990년대의 제재, 2003년의 경제 붕괴로 인해 방해를 받아왔다.

## 서비스

### 금융
이라크의 금융 서비스는 후세인 이후의 개혁의 대상이 되어 왔다. 1990년대 설립된 17개 민간은행은 국내 거래에만 국한돼 개인 예금자를 거의 유치하지 못했다. 이들 은행과 두 개의 주요 국영은행은 1990년대의 국제 금수 조치로 인해 심각한 피해를 입었다. 이 제도를 민영화하고 확대하기 위해, 2003년 연합 임시정부는 국제 은행 거래에 대한 제한을 없애고 이라크 중앙은행(CBI)을 정부의 통제로부터 해방시켰다. 독립 작전의 첫 해에 CBI는 이라크의 인플레이션을 제한한 공로를 인정받았다. 2004년에 세 개의 외국 은행들이 이라크에서 사업 허가를 받았다.

### 사설 보안
이라크의 계속되는 폭동으로 인한 위험 때문에 보안 산업은 서비스 분야에서 독특하게 번창해 왔다. 종종 전직 미군 병사들이 운영하는 2005년에는 적어도 26개 회사가 개인 및 제도적 보호, 감시 및 기타 형태의 보안을 제공했다.

### 소매
후세인 시대 초기에, 모든 종류의 상품에 대한 자유분방한 소매 거래는 소득세와 수입 통제의 부재를 이용하여 합법적 무역과 불법적 무역 사이를 오갔다.

### 관광업
평화로운 시기에 이라크의 많은 문화적 관심 장소(2001년 1,400만 달러 수입)로부터 이익을 얻었던 이라크 관광업은 2003년 이후 잠자고 있다. 여건에도 불구하고, 2005년 이라크 관광청은 2,500명의 직원과 14명의 지역 사무소를 유지했다. 2009년과 2010년 사이에, 16개국에서 온 165명의 관광객들이 유적지를 방문하기 위해 이라크에 입국했다. 2011년 1월 기준으로, 미국 국무부의 보조금이 바빌론 보존을 돕기 위해 2백만 달러를 지원했고, 바빌론의 두 박물관 중 하나의 재개관을 지지했다.

### 통신
브루킹스 연구소에 따르면 2003년부터 2008년까지 휴대전화 가입자는 전국적으로 100배 이상 증가하여 1,000만 명에 달한다고 한다.

## 대외 무역

2019년 이라크 수출 비례대표

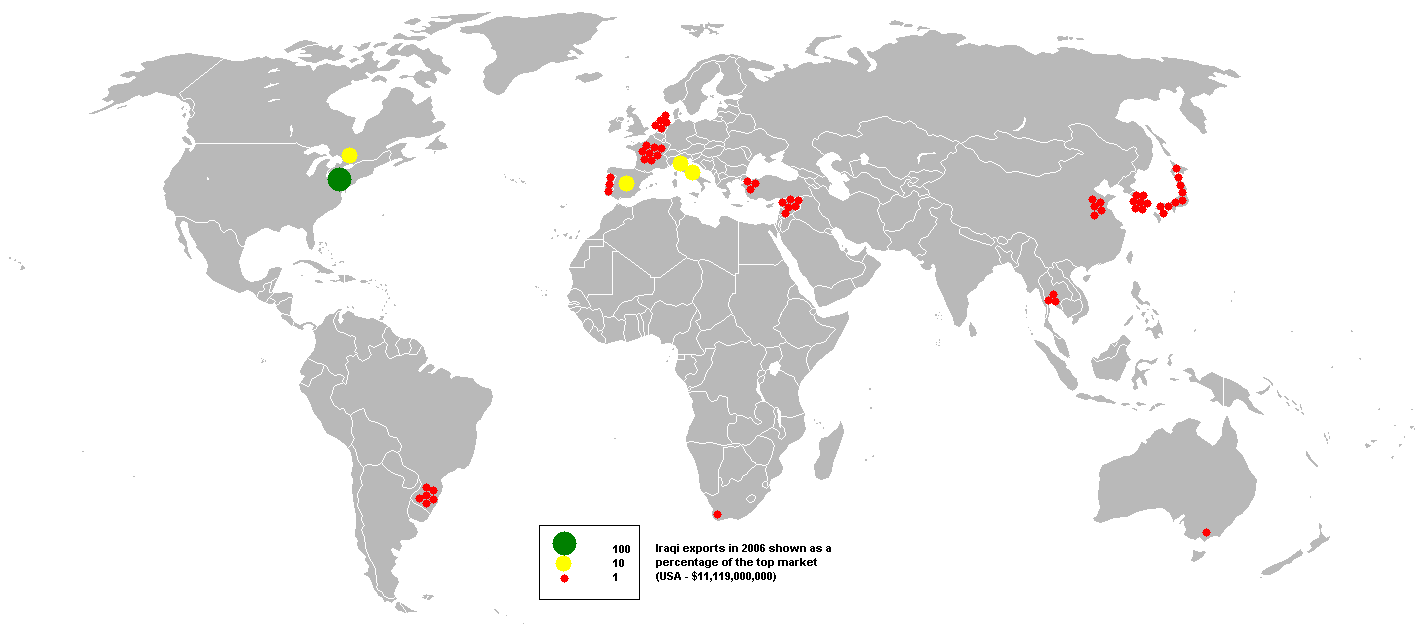
2006년 이라크 수출

이라크는 OPEC의 창립 회원국이다. 석유는 2016년 438억 달러의 가치를 지닌 이라크 수출의 99.7%를 차지한다.
1990년대부터 2003년까지, 국제 무역 경제 제재는 이라크의 수출 활동을 거의 석유에만 국한시켰다. 2003년에 석유는 이라크의 총 76억 달러의 수출 가치 중 약 74억 달러를 차지했으며, 이전의 통계에서도 비슷한 비율을 보였다. 2003년 무역 금수 조치가 끝난 후, 석유는 계속해서 지배적인 위치를 차지했다. 2004년 이라크의 수출 수입은 두 배(165억 달러)였지만, 석유는 전체의 3억 4천만 달러(2%)를 제외한 모든 것을 차지했다. 2004년 말, 사보타주는 석유 생산량을 크게 감소시켰고, 따라서 2005년에도 생산량, 즉 수출이 수용량을 밑돌 것이라고 전문가들은 예측했다. 2004년 주요 수출 시장은 미국, 이탈리아, 프랑스, 요르단, 캐나다, 네덜란드였다. 2004년 이라크 수입의 가치는 217억 달러로 무역 적자가 약 52억 달러에 달했다. 2003년에 이라크의 주요 수입원은 터키, 요르단, 베트남, 미국, 독일, 영국이었다. 이라크의 비활동적인 제조업 부문 때문에, 수입의 범위는 식품, 연료, 의약품, 그리고 공산품을 포함하여 꽤 컸다. 2010년까지 수출은 508억 달러, 수입은 452억 달러로 증가했다. 2009년 주요 수출 상대국은 미국, 인도, 이탈리아, 한국, 대만, 중국, 네덜란드, 일본이었다. 2009년 주요 수입 상대국은 터키, 시리아, 미국, 중국, 요르단, 이탈리아, 독일이었다.